# Sun Bowl 2022
Match précédent Match suivant
Le Sun Bowl 2022 est un match de football américain de niveau universitaire joué après la saison régulière de 2022, le 30 décembre 2022 au Sun Bowl Stadium situé à El Paso dans l'État du Texas aux États-Unis.
Il s'agit de la 88e édition du Sun Bowl.
Le match met en présence l'équipe des Panthers de Pittsburgh issue de la Atlantic Coast Conference et l'équipe des Bruins de l'UCLA issue de la Pacific-12 Conference.
Il débute vers midi locales (20 heures en France) et est retransmis à la télévision par ESPN.
Sponsorisé par la société Kellogg's Frosted Flakes, le match est officiellement dénommé le 2022 Tony the Tiger Sun Bowl.
Pittsburgh remporte le match sur le score de 3 à 35. 

## Présentation du match
Il s'agit de la 15e rencontre entre les deux équipes.
UCLA a remporté 9 matchs pour 5 à Pittsblurgh.
Le dernier a eu lieu le 16 septembre 1972 à Pittsburgh et a vu la victoire de l'UCLA 38 à 28.
| Équipes                                                                                             | Couleurs | Conférences | Entraîneurs                   | Stats. saison rég. | Classements avant le bowl | Classements avant le bowl | Classements avant le bowl |
| --------------------------------------------------------------------------------------------------- | -------- | ----------- | ----------------------------- | ------------------ | ------------------------- | ------------------------- | ------------------------- |
| Équipes                                                                                             | Couleurs | Conférences | Entraîneurs                   | Stats. saison rég. | CFP                       | AP                        | Coaches                   |
| Panthers de Pittsburgh                                                                              |          | ACC         | Pat Narduzzi (en) (8e saison) | 8 - 4              | NC                        | NC                        | NC                        |
| Bruins de l'UCLA                                                                                    |          | Pac-12      | Chip Kelly (5e saison)        | 9 - 3              | no 18                     | no 18                     | no 18                     |
| - Arbitre : Derek Anderson (Big 12) - Équipe donnée favorite par les bookmakers : UCLA par 6 points |          |             |                               |                    |                           |                           |                           |

### Panthers de Pittsburgh
Avec un bilan global en saison régulière de 8 victoires et 4 défaites (5-3 en matchs de conférence), Pittsburgh est éligible et accepte l'invitation pour participer au Sun Bowl 2022.
Ils terminent 2e de la Division Coastal de l'Atlantic Coast Conference derrière North Carolina.
À l'issue de la saison 2022 (bowl non compris), ils n'apparaissent pas dans les classements CFP, AP et Coaches.
Il s'agit de leur 5e participation au Sun Bowl (2-2) :
| Saisons | Dates            | Vainqueurs       | Scores  | Finalistes       | Bilan     |
| ------- | ---------------- | ---------------- | ------- | ---------------- | --------- |
| 1975    | 26 décembre 1975 | #20 Pittsburgh   | 33 - 19 | #19 Kansas       | V : 1 - 0 |
| 1989    | 30 décembre 1989 | #24 Pittsburgh   | 31 - 28 | #16 Texas A&M    | V : 2 - 0 |
| 2008    | 31 décembre 2008 | #24 Oregon State | 03 - 0  | #18 Pittsburgh   | D : 2 - 1 |
| 2018    | 31 décembre 2018 | Stanford (8-4)   | 14 - 13 | Pittsburgh (7-6) | D : 2 - 2 |

| Logo     | Postes                                              | Joueurs                                             | Statistiques                                                      |
| -------- | --------------------------------------------------- | --------------------------------------------------- | ----------------------------------------------------------------- |
|          | Quarterback                                         | Kedon Slovis                                        | 184/315 passes réussies pour 2 397 yards, 10 TDs, 9 interceptions |
| Coureur  | Israel Abanikanda                                   | 239 courses pour 1 431 yards nets gagnés et 21 TDs  |                                                                   |
| Receveur | Jared Wayne                                         | 55 réceptions pour 1 012 yards et 5 TDs             |                                                                   |
| Effectif | Listing et statistiques du roster 2022 des Panthers | Listing et statistiques du roster 2022 des Panthers |                                                                   |

### Bruins de l'UCLA
Avec un bilan global en saison régulière de 9 victoires et 3 défaites (6-3 en matchs de conférence), UCLA est éligible et accepte l'invitation pour participer au Sun Bowl 2022.
Ils terminent 6e de la Pacific-12 Conference derrière #10 USC, #8 Utah, #12 Washington, 15 Oregon et #14 Oregon State.
À l'issue de la saison 2022 (bowl non compris), ils sont désignés no 18 aux classements CFP, AP et Coache's.
Il s'agit de leur 5e participation au Sun Bowl :
| Saisons | Dates            | Vainqueurs | Scores  | Finalistes    | Bilan     |
| ------- | ---------------- | ---------- | ------- | ------------- | --------- |
| 1991    | 31 décembre 1991 | UCLA       | 06 - 03 | Illinois      | V : 1 - 0 |
| 2000    | 29 décembre 2000 | Wisconsin  | 21 - 20 | UCLA          | D : 1 - 1 |
| 2005    | 30 décembre 2005 | UCLA       | 50 - 38 | Northwestern  | V : 2 - 1 |
| 2013    | 31 décembre 2013 | UCLA       | 42 - 12 | Virginia Tech | V : 3 - 1 |

| Logo     | Postes                                            | Joueurs                                            | Statistiques                                                      |
| -------- | ------------------------------------------------- | -------------------------------------------------- | ----------------------------------------------------------------- |
|          | Quarterback                                       | Dorian Thompson-Robinson                           | 250/358 passes réussies pour 2 883 yards, 25 TDs, 7 interceptions |
| Coureur  | Zach Charbonnet                                   | 195 courses pour 1 359 yards nets gagnés et 14 TDs |                                                                   |
| Receveur | Jake Bobo                                         | 54 réceptions pour 789 yards et 7 TDs              |                                                                   |
| Effectif | Listing et statistiques du roster 2022 des Bruins | Listing et statistiques du roster 2022 des Bruins  |                                                                   |